# Каніярук-е Бала
Каніярук-е Бала (перс. قانياروق بالا) — село в Ірані, у дегестані Седе, у Центральному бахші, шахрестані Ерак остану Марказі. За даними перепису 2006 року, його населення становило 55 осіб, що проживали у складі 16 сімей.

## Клімат
Середня річна температура становить 11,59 °C, середня максимальна – 30,81 °C, а середня мінімальна – -10,90 °C. Середня річна кількість опадів – 263 мм.
| Клімат поселення                              | Клімат поселення | Клімат поселення | Клімат поселення | Клімат поселення | Клімат поселення | Клімат поселення | Клімат поселення | Клімат поселення | Клімат поселення | Клімат поселення | Клімат поселення | Клімат поселення | Клімат поселення |
| Показник                                      | Січ.             | Лют.             | Бер.             | Квіт.            | Трав.            | Черв.            | Лип.             | Серп.            | Вер.             | Жовт.            | Лист.            | Груд.            |                  |
| Середній максимум, °C                         | 6,36             | 8,23             | 12,38            | 18,62            | 23,78            | 29,81            | 30,81            | 30,45            | 25,79            | 19,42            | 12,20            | 6,76             |                  |
| Середня температура, °C                       | −2,26            | −0,4             | 3,73             | 9,98             | 15,15            | 21,18            | 25,18            | 24,82            | 20,16            | 13,79            | 6,57             | 1,12             |                  |
| Середній мінімум, °C                          | −10,9            | −9,04            | −4,9             | 1,36             | 6,52             | 12,54            | 19,55            | 19,18            | 14,53            | 8,17             | 0,94             | −4,52            |                  |
| Норма опадів, мм                              | 39               | 37               | 48               | 34               | 29               | 4                | 1                | 1                | 0                | 8                | 25               | 37               |                  |
| Середньомісячна швидкість вітру, м/с          | 1.42             | 2.09             | 2.71             | 2.89             | 2.53             | 2.40             | 2.36             | 2.18             | 2.10             | 1.99             | 1.90             | 1.36             |                  |
| Середньомісячна сонячна радіація, кДж/м²·день | 9383             | 12585            | 15147            | 18444            | 22458            | 27028            | 25975            | 24277            | 21347            | 15891            | 11133            | 9149             |                  |
| --------------------------------------------- | ---------------- | ---------------- | ---------------- | ---------------- | ---------------- | ---------------- | ---------------- | ---------------- | ---------------- | ---------------- | ---------------- | ---------------- | ---------------- |
| Джерело:                                      |                  |                  |                  |                  |                  |                  |                  |                  |                  |                  |                  |                  |                  |